# Neustadtl an der Donau
Neustadtl an der Donau – gmina targowa w Austrii, w kraju związkowym Dolna Austria, w powiecie Amstetten, w rejonie Mostviertel. Liczy 2 100 mieszkańców (1 stycznia 2014).